# Altamira (República Dominicana)
Altamira é um município da República Dominicana pertencente à província de Puerto Plata.
Sua população estimada em 2012 era de 26 056 habitantes.